# Túbulo de conexão
Em anatomia, o túbulo de conexão é o seguimento do túbulo renal localizado entre o túbulo contorcido distal e o ducto coletor cortical. É uma estrutura tubular microscópica que faz parte dos túbulos renais. 